# Вохмянина, Ольга Павловна
Ольга Павловна Вохмянина (род. 1931, Московская область) — прядильщица Реутовской хлопко-прядильной фабрики Министерства текстильной промышленности РСФСР (Московская область). Герой Социалистического Труда (1974).

## Биография
Родилась в 1931 году, воспитанница детского дома.
Во время Великой Отечественной войны, в 1943 году, 12-летним подростком, начала работать на Реутовской хлопко-прядильной фабрике в Московской области. Первой наставницей и настоящей матерью для неё стала Матрёна Ивановна Дроздова, которая обучила её профессии и взяла на воспитание в свою семью. Став опытной прядильщицей, Вохмянина передавала свой опыт и своим воспитанник, воспитав более 100 молодых работниц.
В советских публикациях упоминается как «наставник по призванию», терпеливый педагог, который с любовью относится к молодёжи, «отдаёт свой опыт, мастерство, частицу сердца, прививает любовь к профессии прядильщицы, вкус к творческому поиску».
На XVII съезде комсомола её упомянул, как наставника молодёжи, генеральный секретарь ЦК КПСС Л. И. Брежнев.
Указом Президиума Верховного Совета СССР от апреля 1974 года Ольге Павловне Вохмяниной было присвоено звание Героя Социалистического Труда.

## Награды
- Герой Социалистического Труда — указом Президиума Верховного Совета СССР от апреля 1974 года;
- Орден Ленина (апрель 1974), медаль.